# Liste du patrimoine mondial aux Maldives
Cet article recense les sites inscrits au patrimoine mondial aux Maldives.

## Statistiques
Les Maldives acceptent la Convention pour la protection du patrimoine mondial, culturel et naturel le 22 mai 1986.
En 2013, les Maldives ne comptent aucun site inscrit au patrimoine mondial. Le pays a cependant soumis 1 site à la liste indicative, culturel.

## Listes
Les sites suivants sont inscrits sur la liste indicative.
| Site                                 | Région | Type                             | Date | Superficie (ha) | Lien | Notes | Coordonnées | Illus. |
| ------------------------------------ | ------ | -------------------------------- | ---- | --------------- | ---- | --- | --- | ------ |
| Mosquées de corail des Maldives (de) | Malé   | Culturel (ii), (iii), (iv), (vi) | 2013 |                 | 5812 | Mosquées du vendredi de Fenfushi, Ihavandhoo, Malé (en) et Meedhoo, mosquée de l'aïd de Malé, vieille mosquée d'Isdhoo | 3° 29′ 21″ N, 72° 47′ 02″ E 6° 57′ 17″ N, 72° 55′ 38″ E 4° 10′ 41″ N, 73° 30′ 45″ E 5° 27′ 28″ N, 72° 57′ 17″ E 4° 10′ 29″ N, 73° 30′ 15″ E 2° 13′ 36″ N, 73° 58′ 01″ E |        |